# Asobara rossica
Asobara rossica är en stekelart som beskrevs av Sergey A. Belokobylskij 1998. Asobara rossica ingår i släktet Asobara och familjen bracksteklar. Inga underarter finns listade.